# Spreewehrmühle

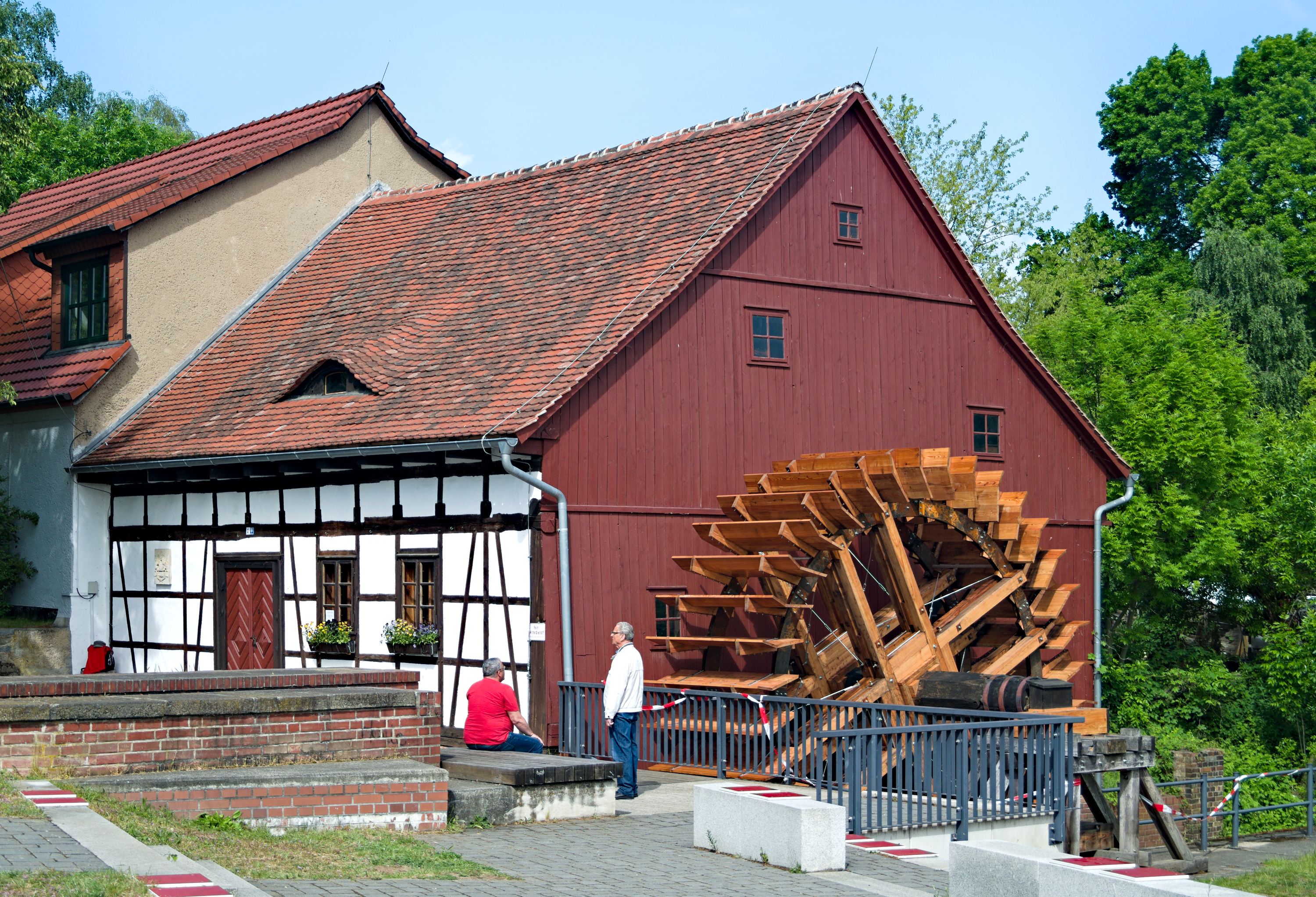
Die Spreewehrmühle mit neuen Mühlrad (2020)

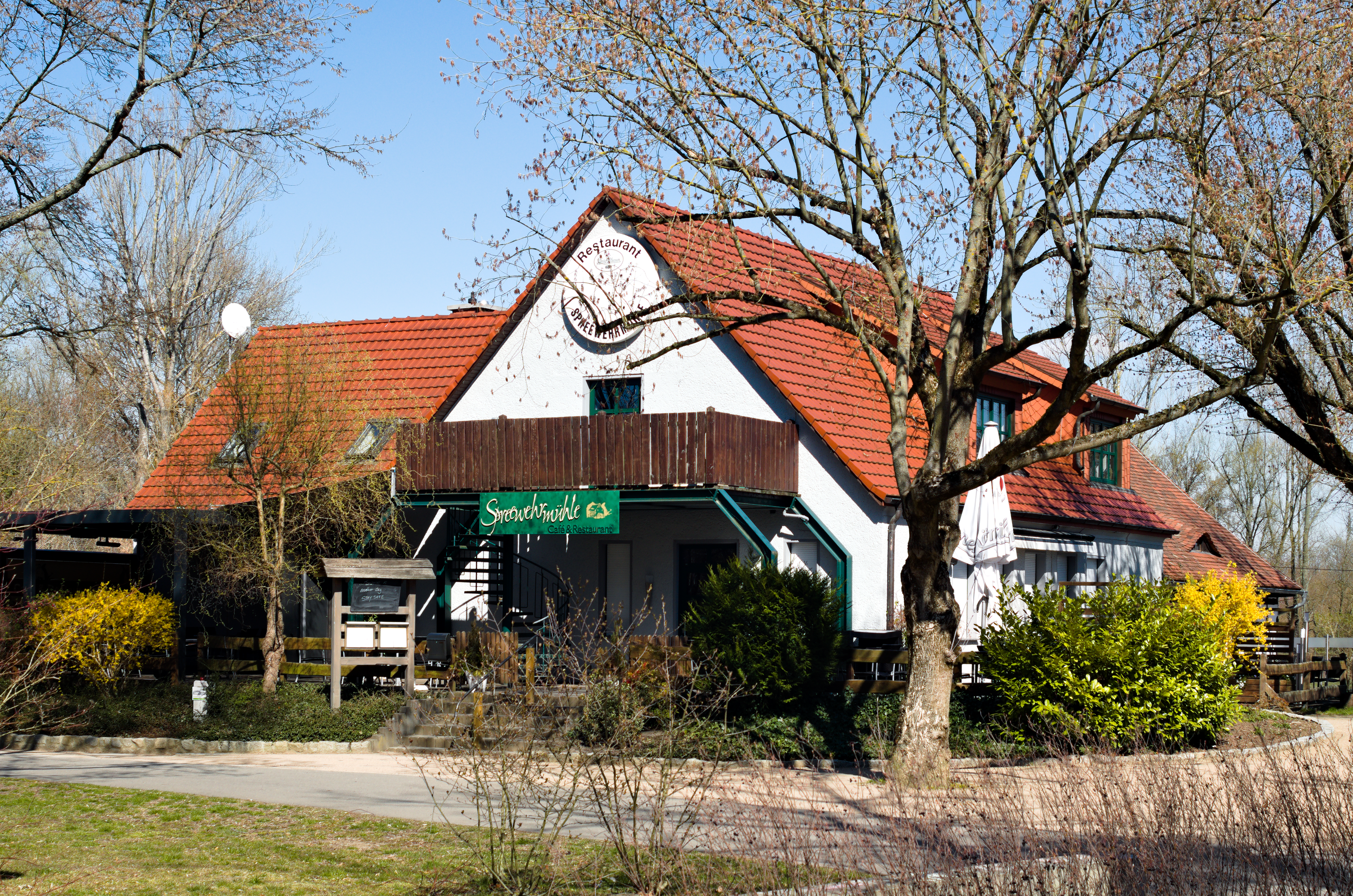
Das 1965 erbaute Gasthaus (2020)

Die Spreewehrmühle ist eine Wassermühle an der Spree in der Stadt Cottbus in Brandenburg. Sie befindet sich direkt neben dem Großen Spreewehr nahe dem abzweigenden Hammergraben. Die unter Denkmalschutz stehende Mühle ist eine der wenigen erhaltenen Flussmühlen in Deutschland und gilt als einzige Wassermühle ihrer Bauart in den neuen Bundesländern.
In den 1950er Jahren ging die Spreewehrmühle schrittweise außer Betrieb und wurde 1959 endgültig stillgelegt. Ein Jahr später, 1960 erklärte das Institut für Denkmalpflege in Dresden das „Wasserrad an einem großen Flusse als wohl einmalig in der DDR“ und die Mühle zu einem Objekt von technisch-historischem Wert. In der DDR 1985 unter Denkmalschutz gestellt, wurde die Spreewehrmühle später in die Denkmalliste des Landes Brandenburg übernommen.

## Geschichte

### Spreewehr

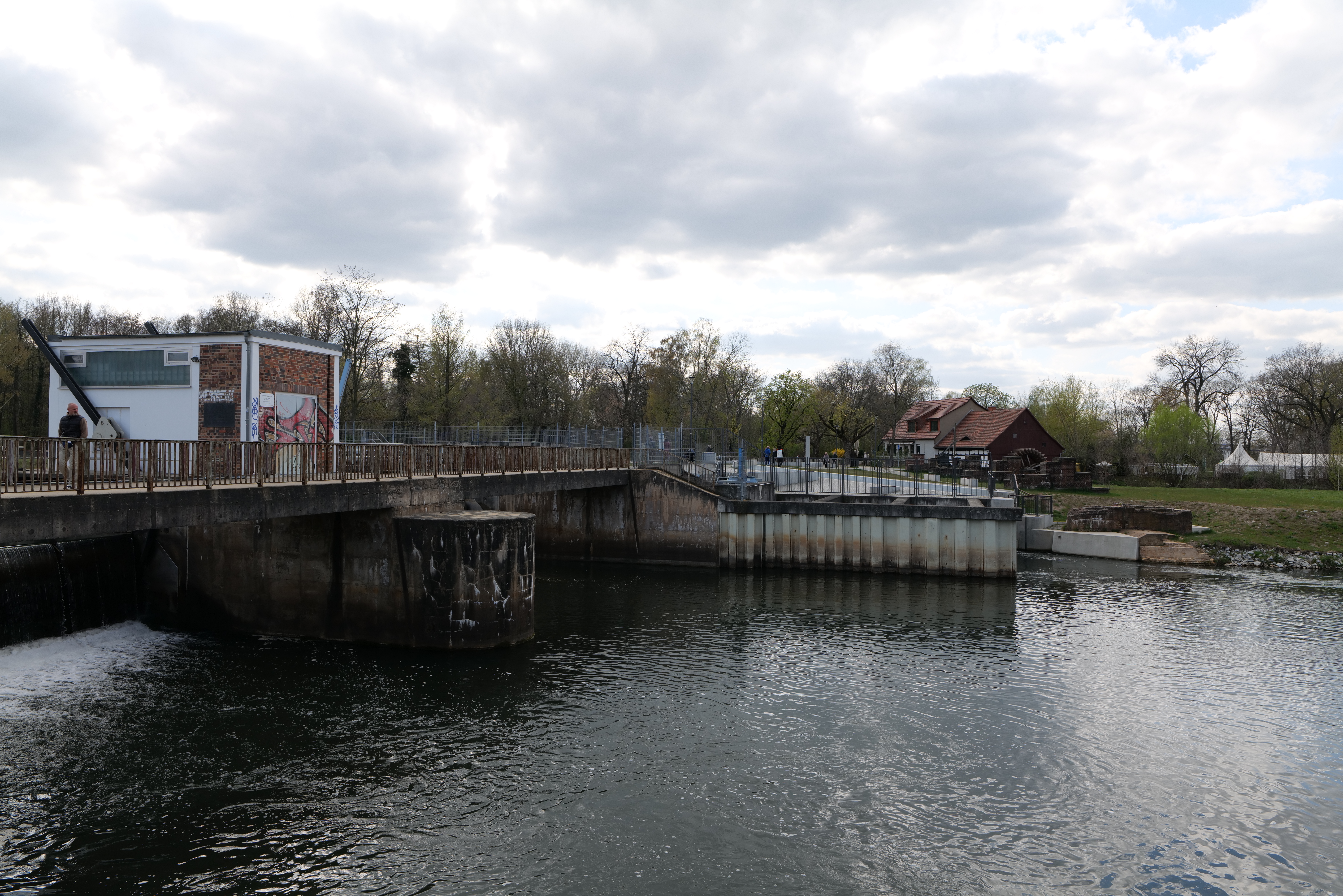
Großes Spreewehr mit der Mühle im Hintergrund (2021)

Die Entwicklung des Standortes begann Mitte des 16. Jahrhunderts mit dem Bau des Hammergrabens. Er zweigte hier von der Spree zur Versorgung des gleichzeitig gebauten Hammerwerks in Peitz sowie der dortigen Teichlandschaft ab. Dafür wurde nördlich von Cottbus die Spree angestaut. Da der Graben erstmals 1554 erwähnt wird, ist davon auszugehen, dass die Stauhaltung an dieser Stelle aus jener Zeit datiert.
Das Wehr ist seitdem ständig verändert und unterhalten worden. Es wurde schon früh als herausragendes Werk der Wasserbaukunst gewürdigt. In seinem Buch über Flussnutzung und Wasserbau schreibt Johann Esaias Silberschlag 1772 von einer „überaus weitläufigen und prächtigen Freyarche…, die unterhalb von Cottbus von dem Oberbaurathe van Härlem (d.i. Simon Leonhard von Haerlem) angelegt worden. Dieser berühmte Wasserarchitect lässet daselbst den ganzen Spreestrom durch eine Freiarche stürzen, und sie ist geräumig genug, 10 000 Cubicfuß (etwa 300 000 l, heute sind es noch max. 150 000 l) in der Secunde abfließen zu lassen. Es ist ein Vergnügen, dieses große Wehr mit allen seinen Fluthern in voller Arbeit zu schauen.“ Offensichtlich ist hier mit diesen Meisterwerken Technik- und Wasserbaugeschichte geschrieben worden.
Trotzdem erlagen die hölzernen Wehre immer wieder der enormen Belastung durch den Fluss. Der Totalschaden durch das Hochwasser 1830 war der Anlass für eine königliche Order, Ersatzbauten nunmehr massiv zu errichten. Darauf geht der 1832/33 errichtete imposante Mauerwerksbau zurück, der zwischen 1898 und 1911 erneuert und 1983 stillgelegt und überschüttet wurde. Heute sind noch die sechs abgetreppten und mit Granitplatten abgedeckten Wehrpfeiler sichtbar. Unter Beibehaltung der Pfahlgründung lehnte sich dieses Wehr konstruktiv an den bewährten Vorgängerbau an, wurde aber geradlinig über die gesamte Strombreite ausgerichtet. Für die Bedienung der schweren Schütztafeln gab es seit 1911 eine Kranwinde mit eigenem Gleis auf dem Laufsteg. Sie blieb erhalten und steht heute auf einem Gleisrest auf dem dritten Wehrpfeiler im Freien, zusammen mit einer letzten Schütztafel.

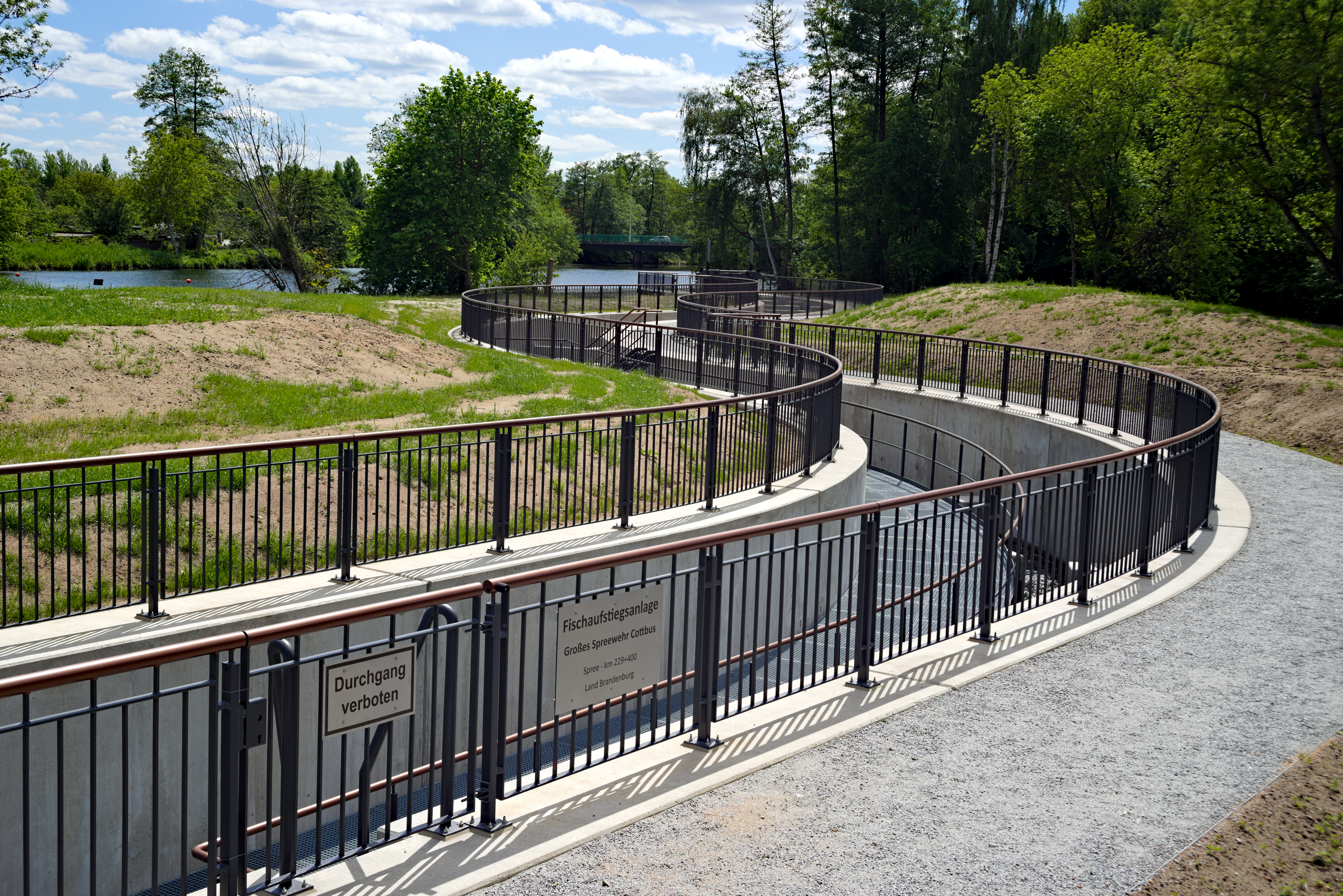
Fischaufstiegsanlage (2020)

Im Jahr 2014 wurde das alte Wehr unter Denkmalschutz gestellt. Im Zuge der Errichtung der benachbarten Fischaufstiegsanlage wurde vom alten Wehr der östliche Pfeiler im Spreeufer stabilisiert und Instand gesetzt und ist jetzt bis zur Wehrschwelle gut ansichtig.

### Spreewehrmühle

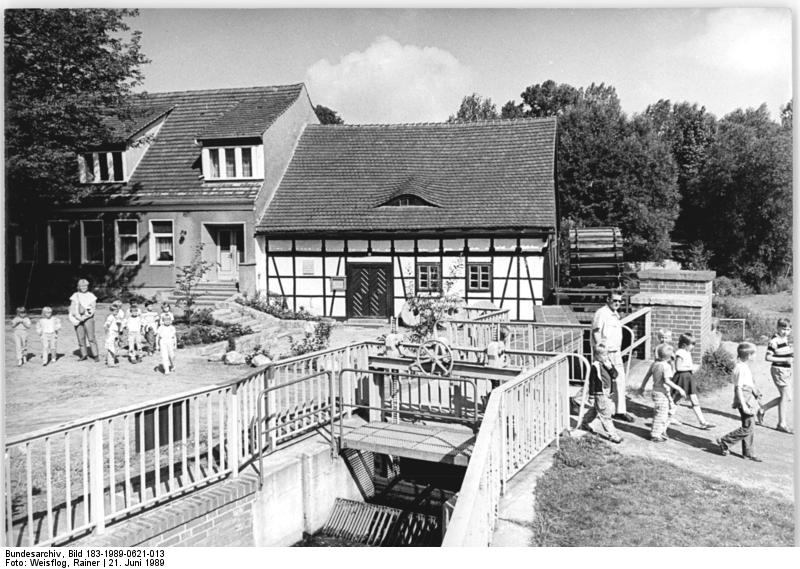
Die Spreewehrmühle im Jahr 1989

Laut den alten Kartenwerken gehörte sowohl das Große Spreewehr als auch die Spreewehrmühle zur Stadt Cottbus und damit zur Herrschaft Cottbus, die als brandenburgische Exklave vom Kurfürstentum Sachsen umgeben war. Im Jahr 1792 war an diesem Ort eigentlich eine Schneidemühle geplant. Jedoch ließ der Cottbuser Amtsrat Gottlieb Hubert ab 1795 einen Pfahlbau mit einer Öl- und Graupenmühle errichten, die man später zur Mahl- und Walkmühle erweiterte. Die Mühle hatte nur ein zweites Wasserrecht, durfte also erst arbeiten, wenn der Hammergraben ausreichend Wasser für die Peitzer Eisenhütte und die Fischteiche führte. Die hatten Vorrang gegenüber der Mühle. Nach der Fertigstellung im Jahr 1801 und war die Mühle vorerst bis 1831 in Betrieb. Der Betrieb der Mühle war immer vom Wasserstand und vom Bauzustand des Spreewehrs abhängig. Nach dem Hochwasser von 1830 war auch die Mühle in Mitleidenschaft gezogen worden. Die „Besitzerin der am großen Spreewehr bei Cottbus gelegenen sogenannten Graeupschen Mühle, [hatte] für die beim Bau des großen Spreewehrs an ihrer Mühle entstandenen Beschädigungen“ eine Entschädigungsgesuch eingereicht. In der Gründerzeit kam es zu verschiedenen Veränderungen Im Jahre 1867 erhielt Christian Löcher Jahre 1867 die Erlaubnis, in dem Gebäude eine Schankwirtschaft zu betreiben, die bald das Geschäft dominierte und in veränderter Form bis heute erhalten ist. Zudem wurde die Mühlentechnik stark erweitert und auf zusätzlichen Dampfmaschinenbetrieb umgestellt. Seit 1903 war die Mühle an das elektrische Stromnetz angeschlossen. Im Jahre 1904 ging die Mühle von Privatbesitz in das Eigentum der Stadt Cottbus über. Zum Betrieb wurde die Mühle weiter verpachtet.
In den Jahren nach dem Zweiten Weltkrieg hat die Spreewehrmühle für Cottbus nochmals inventsiv Getreide gemahlen, nachdem die Große Mühle Madlow im Krieg stark beschädigt worden war. Durch Modernisierungen konnte die Kapazität 1947 von 2,5 Tonnen auf 4,5 Tonnen täglich gesteigert werden, mit bis zu fünf Mühlenarbeitern pro Schicht. 1959 erfolgte die Stilllegung der Mühle und der Abriss des baufälligen Gebäudes wurde vorbereitet. Nach Anerkennung des besonderen Wertes der Mühle wurde 1960 entschieden, nur den Wohn- und Gaststättenteil abzureißen und die Mühle zu erhalten. Das Institut für Denkmalpflege stellte 1961 Mittel für die Herrichtung der Mühle als Schauobjekt zur Verfügung und es wurde ein neues Wasserrad gebaut. Danach verfiel sie jedoch immer mehr.
Im Jahre 1963 folgte der Abriss des baufälligen Wohn- und Gaststättenteils, sowie zwischen 1965 und 1967 ein Ersatzneubau. 1991 wurde die Gaststätte wieder geschlossen, im Dezember 1998 kam es zu einer erneuten Wiedereröffnung. Der museale Mühlenbetrieb kam 2001, nach 15 Jahren Laufzeit, zum Erliegen. 2007 gründete sich der Spreewehrmühlenverein als Betreiber der Anlage.

## Architektur und Technik

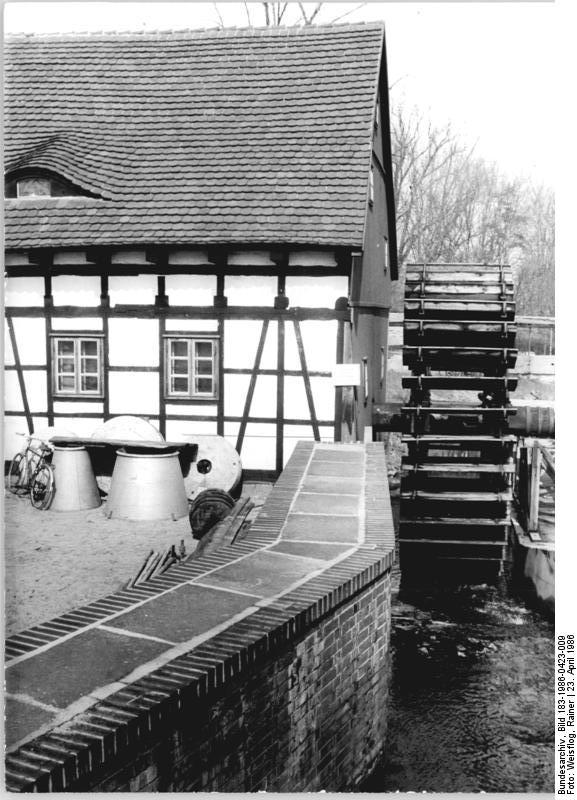
Ansicht des Wasserrades (1989)

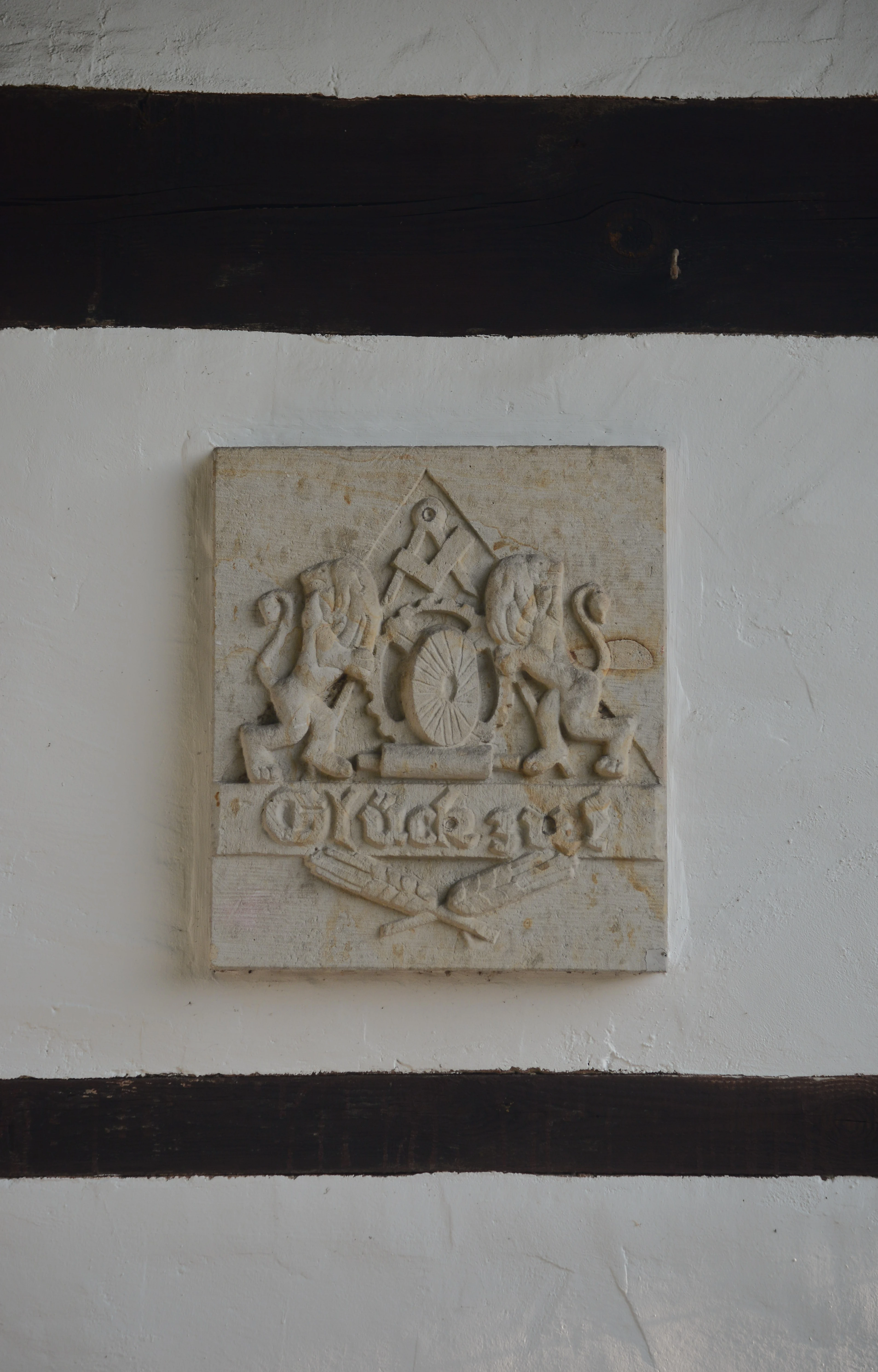
Relief neben dem Haupteingang

### Überlieferte Bausubstanz
Das Mühlengebäude ist ein zweigeschossiger Holzskelettbau auf rechteckigem Grundriss mit Satteldach, offen angereiht am Giebel des massiven Gaststättengebäudes, das von 1965 bis 1967 errichtet wurde, nachdem der baufällige Wohn- und Gaststättenteil abgerissen war.
Das Dach ist als Kehlbalkendach ausgeführt. Zwischen 1984 und 1986 wurde das Gebäude restauriert, dabei wurde das hölzerne Tragwerk teilweise ersetzt. Ebenfalls während dieses Umbaus wurden die Fledermausgauben auf dem Dach ergänzt. Dabei wurden die Sparren repariert und überblattet, so dass sie erhalten blieben.

### Mühlentechnische Anlage
Die Mühlentechnik der 1950er Jahre ging verloren. Von der ursprünglichen Mühlentechnik ist nur noch das Mahlgerüst erhalten. Die heutige Mühlentechnik wurde in den Jahren 1985 und 1986 eingebaut. Dabei wurden Maschinen und Anlagenteile aus anderen Mühlen der Region beschafft und eingebaut. Der größte Teil der Maschinen stammt aus einer Mühle bei Trebendorf, die gusseisernen Vorgelege befanden sich vorher in der Madlower Mühle und ein Generator wurde aus der Paulicks Mühle bei Müschen übernommen. Das Mahlsystem wurde als 1-Passagensystem einer Roggenmühle angelegt.
Die Mühle hat drei Arbeitsböden. Zwischen den beiden Böden im Innenraum befindet sich eine Balkendecke. Im Erdgeschoss überträgt die hölzerne Welle des Wasserrades eine Kraft von ca. 15 kW in das Mühleninnere und über ein zweistufiges Vorgelege auf das Haupttransmission, die direkt den Schrotgang antreibt. Über Flachriemen und je eine Transmissionswelle pro Arbeitsboden werden von hier aus die einzelnen Maschinen angetrieben. Außerdem sind die Maschinen des Reinigungsteils auch funktionell miteinander verbunden, mit dem neueren Walzenstuhl als Endgerät. Nach dieser umfassenden Instandsetzung wurde die Spreewehrmühle 1986 öffentliche Schaumühle und Teil des Bezirksmuseums Cottbus, bis der Museumsbetrieb 2001 endete und die Mühle wieder der Stadt zufiel.
Im Jahr 2012 ließ die Stadt Cottbus das Mühlengelände umgestalten und zur Mühle hin so absenken, dass der Giebel mit dem Mühlrad besser in Erscheinung tritt und eine Verbindung zwischen Mühlenvorplatz und Insel gebaut werden konnte. Überlegungen, durch Abtragung des nördlichen Inselteils quasi den Charakter eines Verlandungsgebietes vor dem alten Wehr anzulegen, um so annähernd das verlorene Bild wieder herzustellen, ließen sich nicht durchsetzen. Neben dem Gebäude wurden auch die Außenanlagen angepasst und aufgewertet. 2015 wurde die Mühlentechnik restauriert und ergänzt und ist seither für Schauvorführungen leerlauffähig. Dabei wurden an der Tragkonstruktion des alten Wasserrades massive Schäden festgestellt. Das unterschlächtige Wasserrad wurde im Oktober 2019 demontiert und durch ein Kropfrad einer Mühlenbaufirma aus Mulda am 11. Mai 2020 ersetzt. Die Gesamtkosten für die Instandsetzung von rund 60.000 Euro wurden zu 35.000 Euro aus dem Denkmalhilfefonds des MWFK des Landes Brandenburg und zu 19.000 Euro durch die Stadt Cottbus übernommen. Die restlichen 6000 Euro zahlte der Mühlenverein aus Spendengeldern. Sowohl die Restaurierung des Mühlengebäudes als auch die der Mühlentechnik wurden von der Beauftragten der Bundesregierung für Kultur und Medien (BKM) aus dem Denkmalschutz-Sonderprogramm „Förderung unbeweglicher Kulturdenkmale von nationaler Bedeutung“ gefördert.

### Heutiges Erscheinungsbild
Das heutige Erscheinungsbild einschließlich der technischen Ausstattung geht auf die umfassende Instandsetzung Anfang der 1980er Jahre und den gleichzeitigen Umbau des Wehrs zurück. Nach seiner Begutachtung hatte das Institut für Denkmalpflege 1961 noch Mittel für die Herrichtung der Mühle als Schauobjekt zur Verfügung gestellt und es wurde ein neues Wasserrad gebaut. Danach verfiel sie jedoch immer mehr. Erst ab Mitte der 1970er Jahre konnte der Verfall sukzessive gestoppt, die Mühle wieder ins öffentliche Bewusstsein gerückt und mit der Instandsetzung begonnen werden.
Die Stilllegung des alten und der Bau des neuen Wehrs samt Verlegung des Flusslaufs zwischen 1982 und 1984 war für das Ensemble fatal. Die Mühle verlor ihre direkte Lage am Fluss und somit ihre signifikante Erscheinung. Sie erhielt den Mühlkanal als Ersatz. Der verlorene Zusammenhang von Mühle und Wehr kann heute anhand der Wehrreste nur noch nachvollzogen werden.
Im Jahre 2012 ließ die Stadt Cottbus das Mühlengelände umgestalten und zur Mühle hin so absenken, dass der Giebel mit dem Mühlrad besser in Erscheinung tritt und eine Verbindung zwischen Mühlenvorplatz und Insel gebaut werden konnte. Überlegungen, durch Abtragung des nördlichen Inselteils quasi den Charakter eines Verlandungsgebietes vor dem alten Wehr anzulegen, um so annähernd das verlorene Bild wieder herzustellen, ließen sich nicht durchsetzen.
Das alte Wehr wurde 2014 ebenfalls unter Denkmalschutz gestellt.